# Hôtel Beauharnais

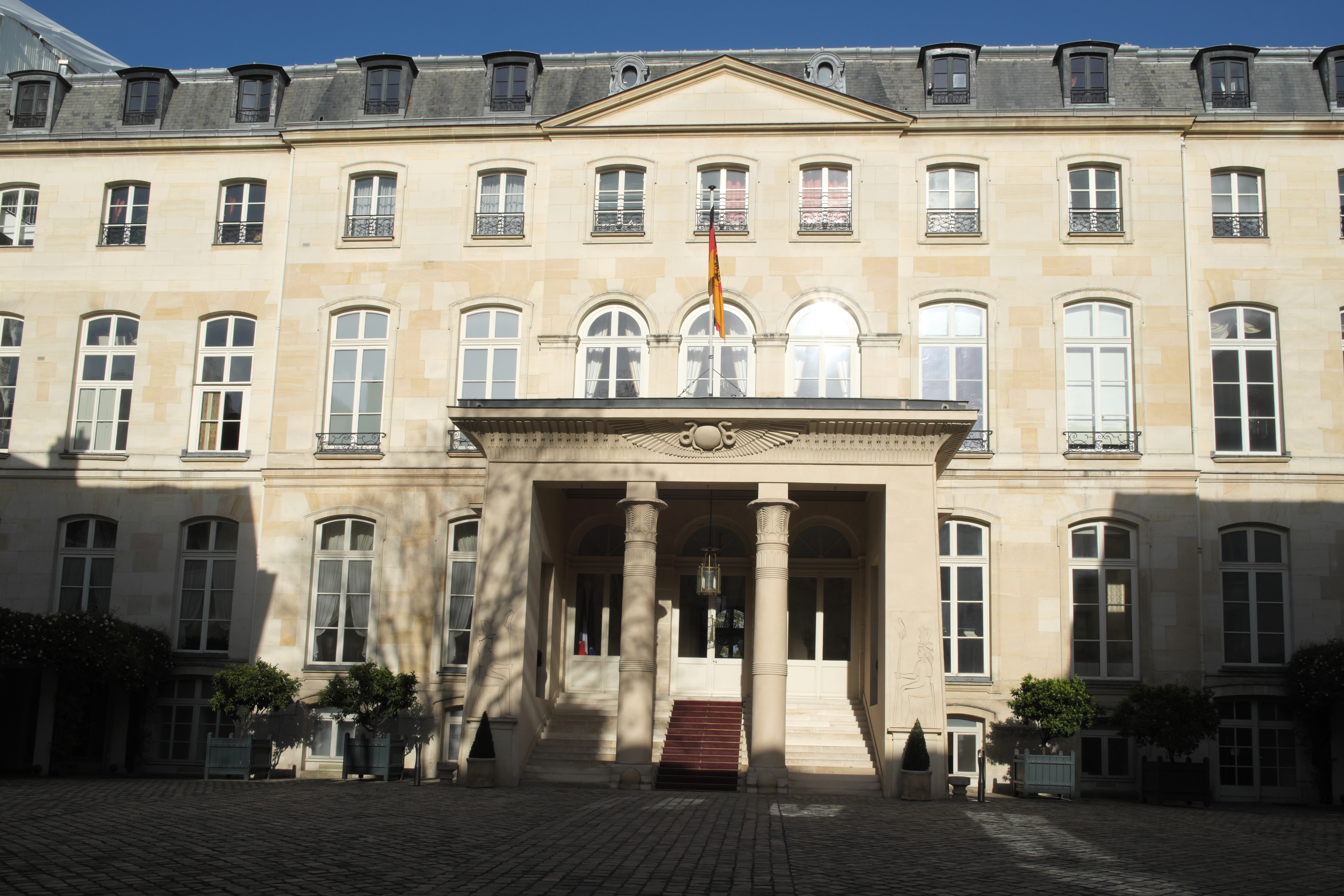
Palais Beauharnais

Das Hôtel Beauharnais ist ein Stadtpalast im 7. Arrondissement am linken Seine-Ufer von Paris. Der Architekt des Palais war Germain Boffrand, der es im Jahr 1714 erbaute. Später wurde es im Stil des Empire umgebaut. Das nach Eugène de Beauharnais benannte Gebäude ist heute Residenz des deutschen Botschafters in Frankreich. Die Kanzlei der deutschen Botschaft befindet sich jedoch im 8. Arrondissement.

## Lage

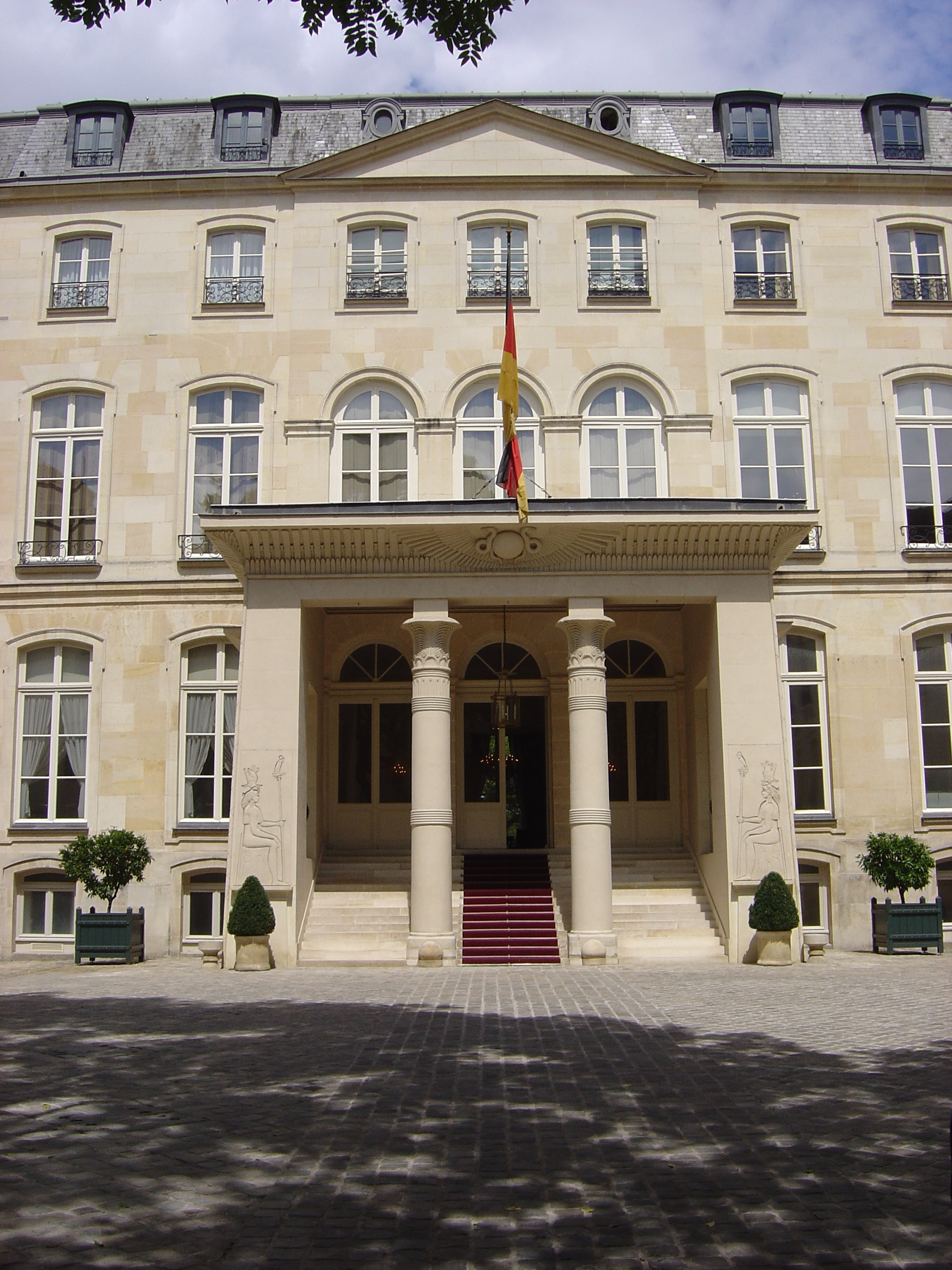
Portikus

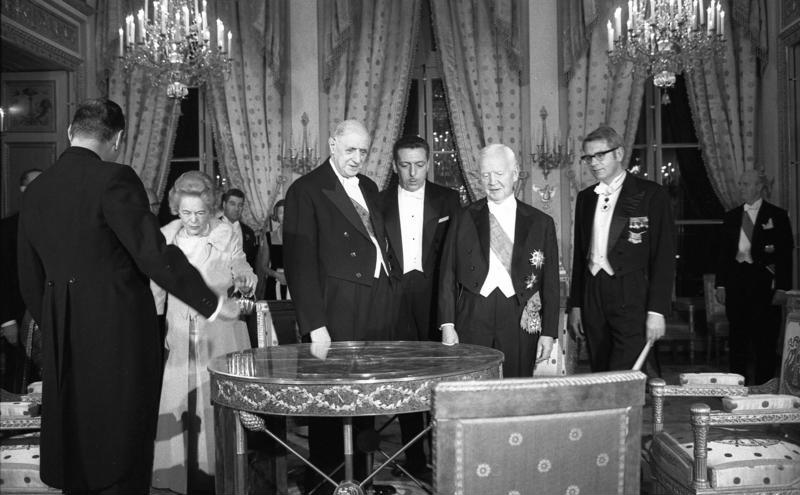
Einweihung der Residenz 1968 durch Bundespräsident Heinrich Lübke und Staatspräsident Charles de Gaulle

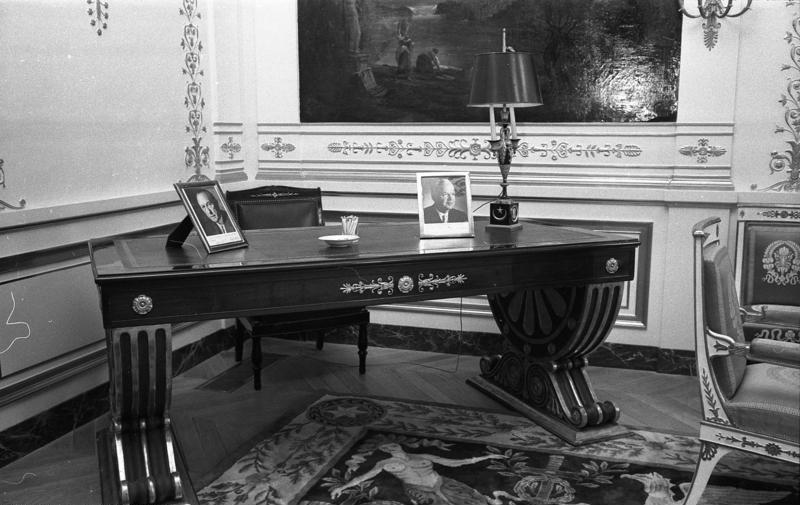
Empire-Mobiliar

Die Residenz liegt zwischen dem französischen Parlament im Westen und dem Musée d’Orsay im Osten auf dem linken Seine-Ufer. Im Süden, zur Rue de Lille hin, befindet sich hinter einer hohen Mauer der Ehrenhof. Nach Norden hin erstreckt sich ein englischer Park mit Sicht über die Seine hinweg auf den Jardin des Tuileries. Das Grundstück hat eine Fläche von 3700 Quadratmetern, das Palais eine Nutzfläche von 6500 Quadratmetern; es ist bei Empfängen und zu bestimmten Zeiten bei einer französischsprachigen Führung zu besichtigen.

## Geschichte
Das Palais Beauharnais wurde für Jean-Baptiste Colbert errichtet. 1803 kaufte es nach vielen Eigentümerwechseln Eugène Beauharnais, Stiefsohn Napoleons und Vizekönig von Italien, der auf die Thronfolge spekulierte, und ließ es aufwändig umgestalten. 1818 ging es unter Friedrich Wilhelm III. in preußischen Besitz über und wurde zur Gesandtschaft; später zur Botschaft des Deutschen Reiches. Die Botschaft bestand bis 1944. Dann wurde das Gebäude beschlagnahmt. 1951 wurde es als Baudenkmal geschützt und 1961 an die Bundesrepublik Deutschland zurückgegeben. Da es zu diesem Zeitpunkt bereits den Neubau der Botschaft nahe dem Palais de la découverte in der Avenue Franklin Delano Roosevelt gab, kam es als Botschaft nicht mehr in Frage. So wurde es bis 1968 für 17 Millionen Mark durch die Bundesbauverwaltung renoviert und dient der Repräsentation. Die gewaltigen Restaurierungskosten wurden in der Bundesrepublik kritisch gesehen. Man konnte das Geschenk, das als eine freundschaftliche Geste des französischen Präsidenten Charles de Gaulle interpretiert wurde, aber nicht zurückweisen.
Das Palais ist mit zahlreichen bedeutenden Personen und Ereignissen verbunden. Otto von Bismarck residierte hier 1862 als preußischer Gesandter, Fürst Chlodwig zu Hohenlohe-Schillingsfürst gab hier in seiner Zeit als Botschafter nach dem Deutsch-Französischen Krieg große Feste, um die Beziehungen zum Nachbarland zu verbessern. Diese kosteten ihn bereits im ersten Jahr 168.000 Mark. Karl-Friedrich Schinkel, Leo Klenze und Max Beckmann besichtigten es. 1894 wurden hier Dokumente gestohlen und die Dreyfus-Affäre nahm ihren Anfang. 1938 gab die Ermordung des Diplomaten Ernst Eduard vom Rath durch Herschel Grynszpan den Vorwand zur sogenannten Reichskristallnacht. Während der deutschen Besetzung Frankreichs residierte hier Botschafter Otto Abetz.
Seit 2002 wird das Gebäude durch das Deutsche Forum für Kunstgeschichte umfassend dokumentiert. In diesem Zusammenhang wurde auch 2004 der Grüne Salon (franz. Salon Vert) wiederhergestellt und der Garten nach den Plänen von 1817 neu angelegt.
Die Gestaltung des Portikus erinnert an ägyptische Bauten. Er besteht aus Holz mit Stuckverkleidung und spiegelt die Ägyptomanie nach Napoleons Ägyptenfeldzug wider. Die Inneneinrichtung und Möblierung mit ihren Schwanenhalslehnen, Löwentatzenbeinen, Sphinx-Gestellen oder dem türkischen Boudoir ist außergewöhnlich wertvoll.

## Video
- Das Palais Beauharnais (carpe diem Film & TV-Produktion GmbH, 2014). Abgerufen am 22. Dezember 2021. auf YouTube
- arte.tv Karambolage (Oktober 2021). Abgerufen am 22. Dezember 2021.